# عزبة مزار
عزبة مزار هي إحدى العزب التابعة لقرية العتوة التابعة لمركز قطور التابع لمحافظة الغربية بالقطر المصري.